# Рыжков, Алексей Николаевич
Алексей Николаевич Рыжков (26 августа 1908, Кострома, Костромская губерния, Российская империя — 24 февраля 1989, Южно-Сахалинск, Сахалинская область, СССР) — советский историк, краевед, педагог, журналист. Кандидат исторических наук (1967), доцент. Заслуженный работник культуры РСФСР (1982).

## Биография
Родился 26 августа 1908 года в Костроме в семье служащих. В 1924 году, окончив девять классов школы второй ступени, поработал в культурно-просветительских учреждениях, а затем поступил на второй курс сельскохозяйственного техникума в городе Великий Устюг.
В 1925 году в рамках призыва ЦК ВЛКСМ «Лицом к деревне» губернским комитетом комсомола был направлен заведовать районным отделением издательства «Советская Мысль» в селе Кичменгский Городок Северо-Двинской губернии (фактически, избой-читальней). В 1926—1928 годах работал помощником уполномоченного в великоустюжском издательстве «Советская Мысль». В 1928—1929 годах работал заведующим отделом в Алупкинском издательстве Компечати. В 1930—1931 годах работал заведующим отделом минского Госиздата. По другим сведениям, в 1925 году бросил учёбу и начал путешествовать по стране. За шесть лет обошёл пешком и объездил на транспорте большую часть страны.
В 1931 году приехал на Дальний Восток. В середине 1931 года принял участие в морской экспедиции Управления безопасности кораблевождения по восточному побережью Приморья в качестве матроса.
Оказавшись во Владивостоке и узнав о том, что готовится к отправке на Сахалин пароход «Эривань», решил отправиться туда на зимовку. Попавший в Японском море в жестокий декабрьский шторм и едва не пошедший на дно пароход за девять дней так и не смог доплыть до Александровска-Сахалинского и высадил две тысячи своих пассажиров в маленьком портовом пункте Пильво. Оставшийся до Александровска путь длиной свыше ста километров пассажирам пришлось пройти по заснеженной дороге пешком. Прибыв в Александровск, начал работать в находившейся там редакции газеты «Советский Сахалин», где и проработал до 1937 года литературным сотрудником, заведующим отдела народностей Севера, заведующим промышленного отдела, ответственным секретарём. В этом качестве обошёл и объездил большую часть Северного Сахалина, много писал о работе культбаз, красных юрт и ликбезов, о жизни нивхов и коллективизации, о стахановском движении и первых авиационных перелетах на Сахалин, о новостройках и научных экспедициях.
15 октября 1937 года уплывает с Сахалина на пароходе вместе с семьёй. Прибыв в город Галич Ярославской области, поступает работать в Галичский краеведческий музей, где работает сначала научным сотрудником, а потом и директором до 1940 года. Совместно с коллегами пишет и публикует книгу «Галич». Одновременно поступает учиться на заочное отделение Московского института истории, философии и литературы. Написанная им на первом курсе контрольная работа о сахалинских нивхах привлекает внимание профессора А. М. Золотарева — известного исследователя народов Дальнего Востока. Золотарёв знакомит Рыжкова с академиком В. В. Струве — директором института этнографии, который предлагает Рыжкову место в своём институте, но Рыжков от предложения отказывается.
Летом 1940 года Рыжков возвратился в Александровск-Сахалинский и перевёлся учиться в Хабаровский педагогический институт. В августе 1940 начал работать на Сахалинском областном радио в качестве редактора литературного и политического вещания, где проработал до 1941 года. Снова начал публиковать статьи исторической и краеведческой тематики в газете «Советский Сахалин».
С 1941 по декабрь 1942 года работал в Сахалинском областном краеведческом музее сначала научным сотрудником, а с 11 октября 1941 года — директором. В этот период часто выезжал в научные командировки, уделяя особое внимание составлению этнографического словаря и сбору устного народного творчества нивхов. Летом 1942 года был уполномоченным обкома ВКП(б) в нивхском колхозе села Чир-Унвд.
8 декабря 1942 года был призван в армию и направлен для прохождения учёбы в Шкотовское военно-пехотное училище, но, не окончив его, в конце 1942 года был отозван в распоряжение штаба Дальневосточного фронта, откуда был направлен для прохождения службы во фронтовую газету «Тревога» (по другим сведениям, закончил ускоренные курсы военно-политического училища и получил звание младшего лейтенанта; по другим сведениям, окончил Шкотовское военно-пехотное училище в 1943 году, после чего служил в Хабаровске литературным сотрудником фронтовой газеты «Тревога» c декабря 1943 по июль 1944 года). С июля 1944 года служил в газете «За Советскую Родину» 79-й стрелковой дивизии в качестве ответственного секретаря. Принимал участие в Южно-Сахалинской наступательной операции, по итогам её боёв был награждён медалью «За боевые заслуги». Получил звание лейтенанта. В августе 1945 года был принят в члены ВКП(б) (партбилет № 09645685). По окончании боевых действий, уже в звании лейтенанта по заданию политуправления 2-го Дальневосточного фронта был направлен в город Маока для составления военно-исторической справки о боях за этот город. Демобилизован в декабре 1945 года. По окончании войны остался жить на Сахалине.
В 1946—1949 годах работал на Южно-Сахалинском бумажном комбинате начальником отдела, заместителем директора. В 1949—1952 годах работал замполитом леспромхоза в Аниве. В 1952—1954 годах работал заместителем начальника издательства «Железнодорожник Сахалина». С июня 1954 года по март 1964 года работал в Сахалинском книжном издательстве в качестве редактора краеведческой литературы.
В 1956 году закончил прерванное войной получение высшего образования в Хабаровском педагогическом институте.
С марта 1964 года по 1987 год преподавал на кафедре истории Южно-Сахалинского государственного педагогического института, был старшим преподавателем, доцентом, исполнял обязанности заведующего кафедрой, был заведующим кафедрой.
Совмещал преподавание с просветительской и научно-исследовательской деятельностью. Более 50 лет занимался краеведением Сахалина. Был членом Учёного совета областного краеведческого музея, активным общественным деятелем. Был участником научных конференций, республиканских и всесоюзных съездов добровольных обществ, международных конгрессов историков.
В 1962—1967 годах был председателем Сахалинского отделения Географического общества СССР и заместителем председателя Сахалинского областного отделения агентства печати «Новости».
В марте 1967 года в Москве в педагогическом институте имени В. И. Ленина провёл защиту своей кандидатской диссертации, темой которой были «Сахалин и Курильские острова в годы Великой Отечественной войны 1941—1945 гг.», и ему была присвоена учёная степень кандидат исторических наук, о чём 8 июля 1967 года был выдан диплом МИТ № 004367.
В 1971 году был награждён орденом Трудового Красного Знамени.
В 1982 году получил почётное звание заслуженный работник культуры РСФСР.
По состоянию на 1984 год имел учёное звание доцент.
В 1987 году вышел на пенсию, но продолжил преподавательскую деятельность. Являлся персональным пенсионером республиканского значения.
Умер 24 февраля 1989 года в Южно-Сахалинске.

## Семья
- Татьяна Васильевна Манаева — первая жена, от брака с которой было трое дочерей[18].
  - Лидия Алексеевна Майорова — одна из дочерей Алексея Николаевича Рыжкова и Татьяны Васильевны Манаевой[18].
  - Василий Васильевич Манаев — брат жены[19].
  - Анна Васильевна Манаева — сестра жены[19].
  - Мария Васильевна Манаева — сестра жены. Арестована 15 октября 1937 года по обвинению в шпионаже в пользу Японии. Расстреляна[19].
  - Анастасия Антоновна — мать жены. Умерла в 1968 году[19].
  - Михаил Васильевич Манаев — брат жены. Арестован 29 октября 1937 года[19].
  - Илларион Васильевич — дядя жены. Арестован 19 июля 1938 года[19].
- Лилия Ивановна — жена[20] (в браке не позднее, чем с 1946 года[21]).

## Научный вклад
Занимался научной и экспедиционной деятельностью. Является автором более 800 статей, относящихся к исторической, военно-патриотической и краеведческой тематикам. Более 230 его публикаций были посвящены истории Сахалина, в их числе книги, газетные и научные статьи о культуре коренных народов Сахалина, островной топонимике, очерки о революционных событиях Северного Сахалина 1917—1925 годов, освобождении Курильских островов и Южного Сахалина в августе 1945 года.
Рыжковым был собран значительный личный архив, содержащий, помимо собственных воспоминаний и записей, свидетельства участников боевых действий и других событий, официальные справки из центральных и местных архивов, рукописи, обширная переписка, тематические материалы и документы по истории Сахалина, конспекты лекций и многое другое.

## Публикации

### Книги
- Рыжков А. Н. Подвиги русских людей на Сахалине и Курилах : (К истории географических названий Сахалинской области) / Научный редактор кандидат исторических наук В. М. Вишневский. — Южно-Сахалинск : Издание газеты «Советский Сахалин», 1955. — 151 с. : 1 л. карт. : ил.; 20 см. — 7000 экз.
- Рыжков А. Н. По городам Сахалина : Справочник-путеводитель. — М. : Прогресс, 1966. — 64 с. : 18 л. ил.; 16 см.
- Рыжков А. Н. Сахалин и Курильские острова в годы Великой Отечественной войны Советского Союза (1941—1945) : в 2-х томах : диссертация на соискание учёной степени кандидата исторических наук. — Южно-Сахалинск, 1966. — 599 с. : ил.
- Рыжков А. Н. Сахалин и Курильские острова в годы Великой Отечественной войны Советского Союза (1941—1945) : в 2-х томах : автореферат диссертации на соискание учёной степени кандидата исторических наук / Моск. гос. пед. ин-т им. В. И. Ленина. — Москва, 1967. — 26 с.
- Рыжков А. Н. Памятники и памятные места Сахалинской области / А.Н. Рыжков ; Под ред. чл.-кор. АН СССР, д-ра ист. наук, проф. А.И. Крушанова ; Сахалин. обл. отд-ние Всерос. о-ва охраны памятников истории и культуры. — Южно-Сахалинск : Дальневост. кн. изд-во. Сахалин. отд-ние, 1977. — 79 с.
- Города Сахалинской области : Сб. статей / Науч. ред. А. Н. Рыжков. — Южно-Сахалинск : Дальневост. кн. изд-во : Сахалин. отд-ние, 1978. — 167 с. : ил.; 20 см.
- Рыжков А. Н. Бои за родные острова : Дневники, воспоминания, встречи, письма, документы / А. Н. Рыжков. — Южно-Сахалинск : Дальневост. кн. изд-во : Сахалин. отд-ние, 1980. — 144 с. : ил.; 20 см.
- Слово освободителей : Воспоминания участников боев за освобождение Юж. Сахалина и Курил. о-вов / [Сост., ввод. ст. и справ. материал А. Н. Рыжкова]. — Южно-Сахалинск : Дальневост. кн. изд-во : Сахалин. отд-ние, 1985. — 126 с. : ил.; 20 см.

## Оценки деятельности
Хранящаяся в Государственном архиве Сахалинской области рукопись 1942 года «Отчет о научной командировке в район Виахта директора Сахалинского областного музея Рыжкова А. Н.» представляет собой исключительную научную ценность. Представляют большой интерес собранные Рыжковым материалы по классовому расслоению, религиозным и родовым представлениям нивхов, их лингвистике, бытовому фольклору, устному творчеству: сказания и песни о японцах, китайцах, русских и других народах, о Советской власти. Лишь частично освещены в печати переводы нивхских гидронимов и топонимов, которым Рыжков отдал много сил и времени.
Проводимые Алексеем Рыжковым развитие Сахалинского краеведения, распространение краеведческих знаний среди вновь прибывшего после войны населения области имели важное значение для закрепления этого населения, считавшегося важным условием для освоения Сахалина и Курильских островов.
Работы Алексея Рыжкова являются уникальным источником информации о развитии в период 1950-х — первой половины 1980-х годов исторической науки Сахалинской области. Областной краеведческий музей в своих экспозициях реализовал проекты, посвящённые истории Сахалинской области, опираясь на идеи Рыжкова. По его инициативе живущие на Сахалине ветераны войны и труда передавали музею документы из своих личных архивов.
Книга Рыжкова «Подвиги русских людей на Сахалине и Курилах: (к истории географических названий Сахалинской области)», помимо того, что была одним из первых изданий книжной редакции при газете «Советский Сахалин», являлась ещё и первой публикацией, из которой читатели Сахалина и Курильских островов могли узнать значение и происхождение многих названий местных географических объектов, а также получить краткую этнографическую справку о местных народах. Большой успех и у местных жителей и у туристов имел опубликованный в 1966 году на трёх (русском, английском и японском) языках справочник-путеводитель по городам Сахалинской области, содержавший в том числе, сведения об организациях туризма, отдыха и культуры, исторические сведения о населённых пунктах, информацию об области в целом.

## Известные ученики
- Костанов А. И. (1952—2014) — доктор исторических наук, являющийся автором книг «Источники по истории Сахалина и Курильских островов в фондах и коллекциях личного происхождения, конец XVIII-начало XX вв.» (1994), «Пост в заливе Делангля» (2007) и других научных трудов.
- Высоков М. С. — доктор исторических наук, работы которого переведены на несколько языков. Наиболее оценёнными являются две публикации — «Комментарий к книге А. П. Чехова „Остров Сахалин“» (2010) и «Комментарий к книге Г. И. Невельского „Подвиги русских морских офицеров на крайнем востоке России, 1849-55 г., При-Амурский и При-Уссурийский край“» (2013).
- Василевский А. А. — доктор исторических наук, получивший известность как исследователь Сахалинской области, а также, как автор трудов по её археологии.
- Роон Т. П. — кандидат исторических наук, внёсшая признаваемый большим вклад в изучение этнографии народов Курильских островов и Сахалина.
- Латышев В. М. — историк, опубликовавший более 200 работ по истории Курильских стровов и Сахалина периода XIX—XX веков. В 1975—2003 годах был директором Сахалинского областного краеведческого музея.
- Самарин И. А. — сахалинский краевед, продолжающий начатое Рыжковым направление использования сахалинских памятников культуры и истории в качестве исторических источников, является автором таких трудов как «Памятники воинской славы Сахалинской области» (2010), «Памятники истории и культуры Южно-Курильского района» (2013), «Памятники истории и культуры периода губернаторства Карафуто (1905—1945 гг.)» (2015).
- Пономарёв С. А. — общественный и политический деятель, председатель Сахалинского областного отделения Русского географического общества, вносящий важный вклад в краеведческое просвещение и изучение островов. Особое внимание уделяет роли адмирала Г. И. Невельского в освоении Сахалина, а также вопросу территориальной принадлежности Курильских островов к Российской Федерации.

## Награды, звания, степени
- орден Отечественной войны[5]
- 12 медалей[5], включая медали «За боевые заслуги»[1] и «За Победу над Германией»[25]
- 1963 — грамота Министра обороны СССР — за работу по культурному воспитанию советских воинов[14]
- 1967 — кандидат исторических наук[11]
- 1971 — орден Трудового Красного Знамени[17][14]
- 1982 — заслуженный работник культуры РСФСР[17]

## Архивное наследие
Комплектация персонального архива началась ещё в 1987—1988 годах, когда Рыжков передал в государственный архив Сахалинской области часть своего личного архива — воспоминания участников боёв августа 1945 года за освобождение Курильских островов и Сахалина. Остававшиеся в семье документы были переданы в архив женой Рыжкова — Лилией Ивановной в 1991 году уже после смерти Алексея Николаевича. Во избежание дробления архива большое количество хранившихся в Сахалинском центре документации новейшей истории писем Рыжкова также было передано в ГАСО.
К 2008 году архивное наследие Рыжкова полностью сосредоточилось в государственном архиве Сахалинской области. К этому моменту в составе архива находились 301 единица хранения (8989 документов), не считая фотодокументов. В состав персонального архива Рыжкова вошли биографические материалы (воспоминания, автобиография, наградные материалы, личное дело и т. д.), материалы научно-просветительской и журналистской (периода работы в «Советском Сахалине») деятельности, журнальные и газетные статьи, дневники, записные книжки. Многочисленные отчёты по преподавательской и научной работе, конспекты прочитанных Рыжковым лекций и спецкурсов отражают его научно-педагогическую деятельность.

## Память
- В повести «Остров моей юности» Адиба Маликова[тат.] (впервые опубликована на русском языке в 1976 году) Алексей Николаевич Рыжков выведен в качестве бывшего музейного работника, военного корреспондента Алексея Рыжикова[26].
- Начиная с 1998 года, каждые три года в Сахалинской областной универсальной научной библиотеке в память об Алексее Николаевиче Рыжкове проводится региональная историко-краеведческая научно-практическая конференция «Рыжковские чтения»[11].
- 15 октября 2018 года в Южно-Сахалинске в историческом парке «Россия — Моя история» прошёл вечер-встреча «Грани жизни», который был посвящён 110-летию Алексея Рыжкова[5].